# Atractodes mesozonius
Atractodes mesozonius är en stekelart som först beskrevs av Johann Ludwig Christian Gravenhorst 1829.  Atractodes mesozonius ingår i släktet Atractodes och familjen brokparasitsteklar. Inga underarter finns listade.